# Caryophylloseptoria
Caryophylloseptoria is een geslacht van schimmels dat behoort tot familie Mycosphaerellaceae. Het bevat alleen Camptomeriphila leucaenae.

## Soorten
Volgens Index Fungorum telt het geslacht vier soorten (peildatum april 2024):
| Soortnaam                           | Auteur(s)                            | Publicatiejaar |
| ----------------------------------- | ------------------------------------ | -------------- |
| Caryophylloseptoria lychnidis       | (Desm.) Verkley, Quaedvl. & Crous    | 2013           |
| Caryophylloseptoria pseudolychnidis | Quaedvl., H.D. Shin, Verkley & Crous | 2013           |
| Caryophylloseptoria silenes         | (Westend.) Verkley, Quaedvl. & Crous | 2013           |
| Caryophylloseptoria spergulae       | (Westend.) Verkley, Quaedvl. & Crous | 2013           |